# Creonte (opéra)
Creonte (italien: Creonte) est le premier opéra de Dmytro Bortnyansky, composé de deux actes (14 et 8 scènes) sur un livret de Marco Coltellini basé sur la tragédie Antigone de Sophocle (441 av. J.-C.). La première a eu lieu en 1776 au Théâtre San Benedetto de Venise. Après la première, pour des raisons inconnues, la partition a disparu et a été considérée comme perdue pendant près de 250 ans. La partition manuscrite a été découverte dans les archives de la bibliothèque d'Ajuda (Lisbonne, Portugal). En 2023, le manuscrit a été apporté en Ukraine par la musicologue ukrainienne Olga Shumilina. 
La première mondiale de l’opéra redécouvert et restauré en version concert a eu lieu le 11 novembre 2024 à l'Académie diplomatique d'Ukraine, sous la direction de l'Artiste pour la Paix de l'UNESCO Herman Makarenko,.

## Intrigue

### Contexte
L'opéra se déroule dans les temps légendaires de l'Antiquité, dans la ville de Thèbes. Il est basé sur le célèbre mythe du roi Œdipe, de ses fils Étéocle et Polynice, et de ses filles Antigone et Ismène. Après le suicide de Jocaste et l'exil d'Œdipe, le trône reste sans souverain, ce qui conduit à un conflit entre ses fils.

### Acte I
Étéocle et Polynice se battent pour le pouvoir et s'entretuent lors d'un duel. Les citoyens de Thèbes choisissent Créonte (Creon dans la mythologie grecque) comme nouveau souverain, et il monte sur le trône. Le roi nouvellement élu ordonne que le corps d'Étéocle soit enterré avec les honneurs, tandis que celui de Polynice reste sans sépulture. Antigone, défiant cet ordre, enterre secrètement son frère et est condamnée à être enfermée vivante dans une grotte. Le fils de Créonte, Hémon, amoureux d'Antigone, tente de la sauver, mais il est soupçonné de trahison et condamné à mort lui aussi.

### Acte II
Antigone est enfermée dans la grotte, et Hémon s’y introduit pour partager son destin. Le peuple, indigné par la cruauté de Créonte, se révolte et proclame Antigone reine. Elle est libérée et assure qu'elle pardonne à Créonte. L'opéra se termine par un espoir de rétablissement de la paix à Thèbes.
Créonte a été composé dans le genre de l’opera seria italien. Fidèle à la tradition née aux débuts de l’opéra (Camerata florentine, fin du XVIᵉ siècle), le livret imprimé de 1776 définit Créonte comme un dramma per musica. Composée de deux actes (14 et 8 scènes), l'œuvre suit un format structuré avec des arias solistes, des duos, des récitatifs, des chœurs et des pièces instrumentales. Initialement, le livret était divisé en trois actes, mais Bortnyansky a fusionné les premier et deuxième actes. Pour équilibrer cette disproportion, la représentation comprenait deux divertissements de ballet chorégraphiés et interprétés par Giuseppe Canciani, comme mentionné dans le livret imprimé.
La musique de Créonte combine les traditions du bel canto italien avec le style propre de Bortnyansky. Elle s’inscrit dans le style opératique de Mozart, reliant des œuvres comme Mitridate (1770) et Idomeneo (1780), ce qui suggère une influence commune des traditions lyriques italiennes sur le développement des deux compositeurs.
L'opéra suit une structure numérotée et comprend des récitatifs secco, témoignant d’un lien avec l’opéra baroque, bien qu’il n’y ait pas d’arias da capo caractéristiques du style baroque. Une innovation dans cette première œuvre lyrique de Bortnyansky réside dans sa tentative d’exprimer le développement psychologique des personnages principaux à travers la musique.

## Histoire de la création

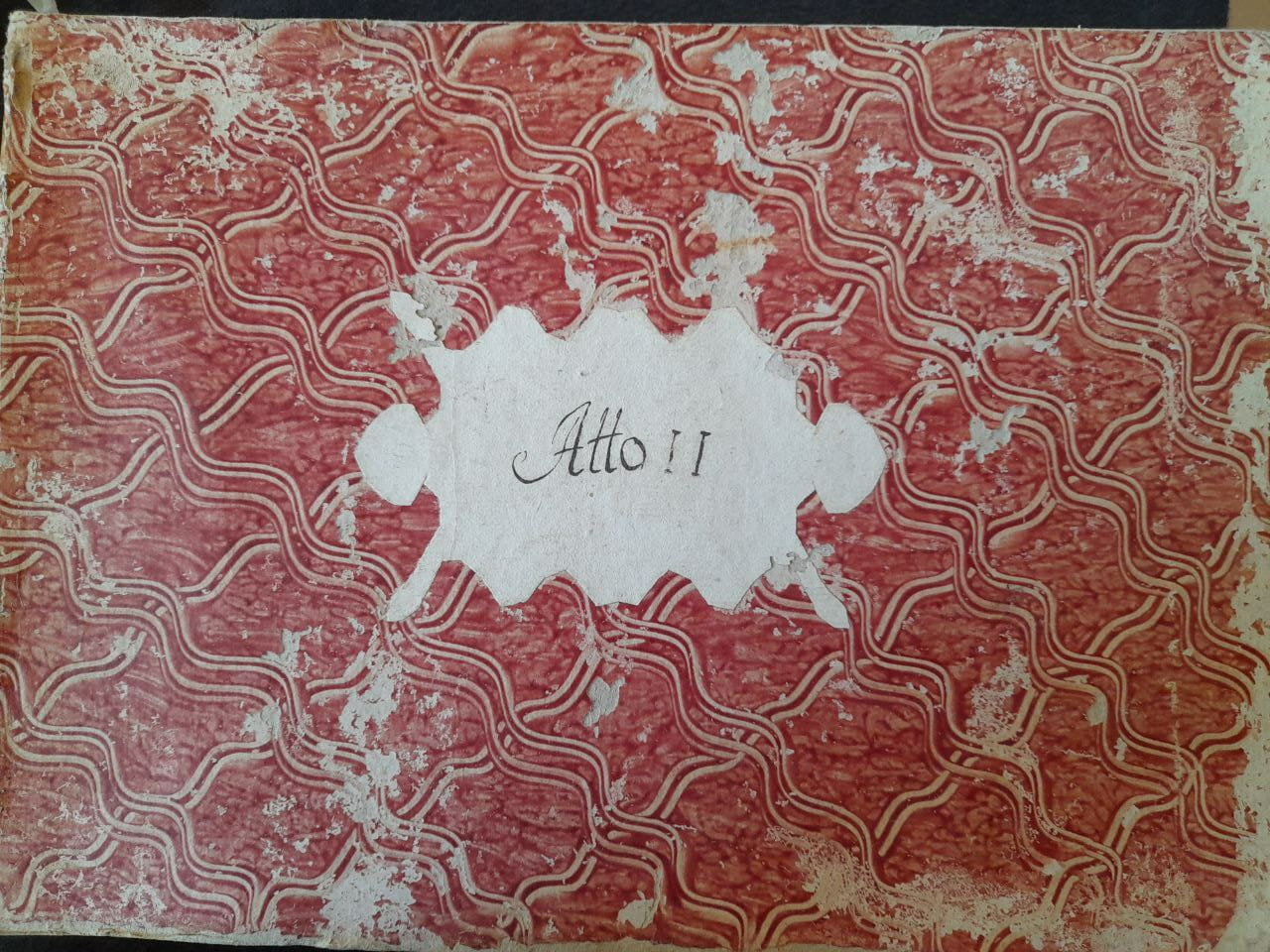
Page de titre de l'Acte II de la partition manuscrite de l'opéra Creonte

Une contribution remarquable à l'héritage créatif de Dmytro Bortnyansky réside dans ses opéras. Le compositeur en a créé six, dont les trois premiers, dans le genre de l’opera seria, furent composés en Italie. Dmytro Bortnyansky écrivit son premier opéra, Créonte, à l’âge de 25 ans en Italie. Il fut le fruit des études du compositeur ukrainien auprès du célèbre maître italien Baldassare Galuppi (1706–1785). L’opéra fut créé en 1776 au Théâtre San Benedetto à Venise.
Le chercheur suisse Rudolf Mooser a découvert un livret imprimé publié à Venise lors d'une représentation. Mooser a constaté que le livret de Créonte est une adaptation de celui de l’opéra Antigone du compositeur italien Tommaso Traetta, lui-même basé sur la tragédie homonyme de Sophocle. Le texte a été écrit par le poète italien Marco Coltellini. L’Antigone de Traetta reflétait son approche réformatrice du genre lyrique. Coltellini et Traetta travaillaient à la cour impériale de Saint-Pétersbourg, où la première d’Antigone eut lieu en 1772. Par la suite, en 1773, l’œuvre fut représentée en Italie, où Bortnyansky eut probablement l’occasion de l’entendre, ce qui l’inspira à créer sa propre version de l’histoire. En comparant les livrets d’Antigone et de Créonte, Mooser a découvert que Bortnyansky avait simplifié le texte, réduisant sa structure de trois à deux actes et modifiant son titre. Toutefois, contrairement à l’original, l’opéra de Bortnyansky se termine par un lieto fine (dénouement heureux).

## Historique des représentations

### Première représentation
La première représentation de Creonte a eu lieu le 26 novembre 1776 au théâtre San Benedetto à Venise. Il a été joué pendant toute la saison théâtrale 1776-1777. L'opéra a été bien accueilli par le public italien de l'époque, connu pour son niveau élevé et sa connaissance approfondie de la musique. Il était prévu de monter l'opéra dans d'autres pays européens, mais pour des raisons inconnues, la partition a disparu. Pendant près de 250 ans, le premier opéra de Dmytro Bortnyansky fut considéré comme perdu.

### Redécouverte et restauration

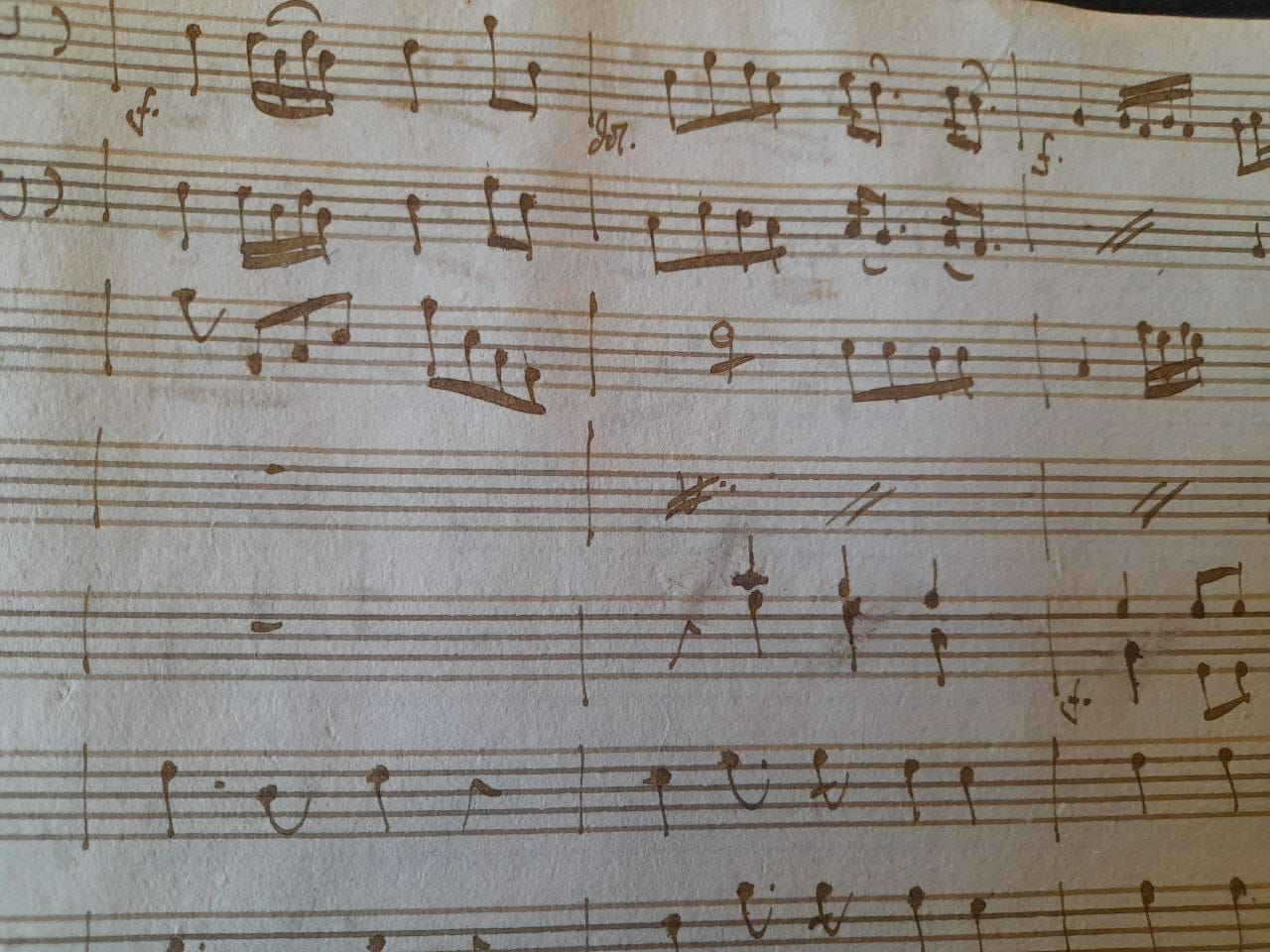
Fragment de page de la partition manuscrite de l'opéra Creonte

La recherche de la partition manuscrite de l’opéra Creonte a conduit les chercheurs au Portugal. L’opéra a été retrouvé dans la bibliothèque d'Ajuda, une ancienne division de la Bibliothèque nationale du Portugal qui est aujourd’hui une institution indépendante abritant les collections musicales de la cour royale portugaise. Les archives montrent que l’opéra de Bortnyansky était déjà listé dans la collection royale en 1803 et mentionné dans le catalogue imprimé des collections de manuscrits de la Bibliothèque nationale du Portugal en 1958. 
La partition de l’opéra est conservée en deux livres manuscrits, chaque acte faisant l'objet d'un volume distinct, soit un total de 270 feuilles ou 540 pages. En 2023, des copies de la partition manuscrite de Creonte ont été apportées en Ukraine à des fins de recherche et d'interprétation future par la musicologue ukrainienne, professeur au département de théorie musicale de l'Académie nationale de musique Mykola Lysenko de Lviv, docteur en arts Olga Shumilina.
Les 540 pages du manuscrit redécouvert de Dmytro Bortnyansky ont été minutieusement étudiées, numérisées et adaptées pour une représentation moderne. Maksym Strikha a réalisé la traduction ukrainienne pour les représentations contemporaines.

## Première mondiale en concert soutenue par l'UNESCO
Le 11 novembre 2024, l'opéra Creonte a retrouvé une seconde vie, grâce au soutien de l'UNESCO, et a été présenté au monde entier lors de sa première mondiale sous forme de concert. L'événement a eu lieu à Kyiv, à l'Académie diplomatique d'Ukraine, qui fait partie du ministère des Affaires étrangères d'Ukraine, sous le parrainage de l'UNESCO, d'Europa Nostra et de la Commission nationale d'Ukraine pour l'UNESCO. Le projet a été mis en scène et dirigé musicalement par l'Artiste de l'UNESCO pour la Paix, Herman Makarenko, chef du projet intitulé «Redonner vie  au premier opéra de Dmytro Bortnyansky, Creonte».
Le rôle de Creonte a été interprété pour la première fois par Serhiy Bortnyk, le rôle d'Antigone par Olga Fomichova, le rôle d'Hémon par Danylo Kotok, le rôle d'Adraste par Stanislav Pashchuk, et le rôle d'Ismène par Margarita Bilokiz, avec la participation de la Chapelle académique nationale d'honneur d'Ukraine « Dumka » et de l'Orchestre présidentiel national (partie clavecin interprétée par Olga Shadrina-Lychak), sous la direction musicale et artistique d'Herman Makarenko.

## Personnages
| Rôle                                     | Voix              | Distribution de la première, 26 novembre 1776 Chef d'orchestre: Dmytro Bortnyansky | Interprètes de la première mondiale, 11 novembre 2024 Chef d'orchestre: Herman Makarenko |
| ---------------------------------------- | ----------------- | ---------------------------------------------------------------------------------- | ---------------------------------------------------------------------------------------- |
| Creonte, Roi de Thèbes                   | Ténor             | Giacomo Panati                                                                     | Serhiy Bortnyk                                                                           |
| Antigone, nièce de Crésus, fille d'Œdipe | Soprano           | Agata Carrara                                                                      | Olga Fomichova                                                                           |
| Hémon, fils de Crésus                    | Soprano masculin  | Sebastiano Folicaldi                                                               | Danylo Kotok                                                                             |
| Ismène, sœur d'Antigone, fille d'Œdipe   | Soprano           | Rosa Zanetti                                                                       | Margarita Bilokiz                                                                        |
| Adrastus, wealthy Theban                 | Soprano masculin  | Pietro Muschietti                                                                  | Stanislav Pashchuk                                                                       |
| Etéocle et Polynice, fils d'Œdipe        | Rôles non chantés |                                                                                    |                                                                                          |
| Prêtres, Guerriers                       | Rôles non chantés |                                                                                    |                                                                                          |
| Citoyens de Thèbes                       | Chœur             |                                                                                    |                                                                                          |
| Chorégraphie - ballet                    |                   | Giuseppe Canciani                                                                  |                                                                                          |
| Créateur de costumes                     |                   | Antonio Dian                                                                       |                                                                                          |
| Scénographes                             |                   | Mauri (sœurs)                                                                      |                                                                                          |

## Sources
- Yefymenko, Adelina. "Wolfgang Amadeus Mozart et Dmytro Bortnyansky : Parallèles artistiques, esthétiques et stylistiques." Actes de la Société Scientifique Shevchenko. Volume CCXLVII : Travaux de la Commission Musicologique. Lviv, 2004. Pp. 185–197.
- Kiyanovska, Lyubov. "Mozart et Bortnyansky : Une tentative de comparaison typologique." Wolfgang Amadeus Mozart : Un regard du XXIe siècle. Collections scientifiques de l'Académie de Musique d'État de Lviv nommée après M. V. Lysenko. Lviv, 2006. Numéro 13. Pp. 81–86.
- Kuzma, Marika. "Connaissons-nous le véritable Bortnyansky ?" Bulletin scientifique de l'Académie Nationale de Musique de l'Ukraine nommée après P. I. Tchaïkovski. Numéro 6 : Musicae Ars et Scientia : Un livre en l'honneur du 70e anniversaire de N. O. Herasymova-Persidska. Kyiv, 1999. Pp. 89–99.
- Lisetsky, Stepan. "Les œuvres opératiques de D. Bortnyansky." Lisetsky, S. Articles scientifiques. Critiques. Matériaux éducatifs et méthodologiques. Kyiv, 2009. Pp. 72–84.
- Novakovich, Myroslava. "Dmytro Bortnyansky en tant que 'tradition inventée' de la culture musicale galicienne du XIXe siècle." Collections scientifiques de l'Académie Nationale de Musique de Lviv nommée après M. Lysenko. Lviv, 2017. Numéro 41. Pp. 19–31.
- Yudkin-Ripun, Ihor. "Bortnyansky en tant que représentant du style transitoire." Bulletin scientifique de l'Académie Nationale de Musique P. I. Tchaïkovski de l'Ukraine. Numéro 24 : Musique ancienne : Un regard contemporain. Livre 1. Kyiv, 2003. Pp. 76–86.
- Kuzma, Marika. "Bortnyansky, Dmytro Stepanovych." The New Grove Dictionary of Music and Musicians / Éd. par S. Sadie. 2e éd. Londres, 2001. Vol. 4. Pp. 43–45.